# Бальцани, Винченцо
Винченцо Бальцани (итал. Vincenzo Balzani) — итальянский пианист, педагог, общественный деятель.

## Биография
Родился в Неаполе. Окончил Миланскую консерваторию им. Дж. Верди, класс профессора Альберто Моцатти (Alberto Mozzati). Феноменальная одаренность Бальцани проявилась рано, в 14 лет он стал известным концертирующим пианистом. Победы на конкурсах La Spezia (E.N.A.L.) и Förster — Ricordi в 1965 году открыли музыканту путь на большую сцену.

## Победы на конкурсах
- 1965 — Национальный конкурс пианистов La Spezia (E.N.A.L., Милан, Италия)
- 1965 — Национальный конкурс пианистов Förster — Ricordi (Милан, Италия)
- 1967 — Международный конкурс пианистов Марии Канальс (Барселона, Испания)
- 1971 — Международный конкурс пианистов им. Этторе Поццоли (Сереньо, Италия)
- 1971 — Международный конкурс молодых пианистов Città di Treviso (Италия)
- 1971 — Международный конкурс пианистов и оперных певцов им. Франческо Пауло Неглиа (Энна, Италия)
- 1971 — Международный музыкальный конкурс им. Джованни Баттиста Виотти (Верчелли, Италия)
- 1975 — Международный конкурс, посвящённый 100-летию со дня рождения Мориса Равеля (Париж, Франция)

## Концертная деятельность
- Программы сольных концертов Бальцани отличаются большим разнообразием.
- Особое место в них занимают произведения Скарлатти, Моцарта, Гуммеля, Бетховена, Шуберта, Шопена, Россини, Листа, Равеля.
- Маэстро концертирует как солист, артист ансамбля, а также в сопровождении симфонических оркестров (Камерный оркестр «Camerata Salzburg», Симфонический оркестр Ла Скала, Симфонический оркестр Итальянского радио и телевидения, Национальный оркестр радио Румынии).
- Выступает на крупнейших концертных площадках мира, среди которых Театр Ла Скала, Театр Сан Карло в Неаполе, Театр Олимпико в Риме. Принимает участие в международных музыкальных фестивалях Arturo Benedetto Michelangeli (Brescia), Bergamo International Piano Festival, Festival dei Due Mondi (Spoleto), Festival Torino Settembre Musica и других фестивалях фортепианного искусства в Мюнхене, Зальцбурге, Лондоне, Париже, Вашингтоне, Токио.
- В течение почти пятидесятилетней исполнительской жизни маэстро дал более 1000 концертов.

## Записи дисков
Винченцо Бальцани, в сотрудничестве с крупными звукозаписывающими компаниями «Sounare», «EMI», «RAI», «RNE Classica», выпустил десятки дисков — собрание этюдов Шопена, сонаты Скарлатти, Моцарта, Бетховена, транскрипции Листа.

## Участие в жюри музыкальных конкурсов
- Член жюри престижных международных конкурсов пианистов: Concorso Internazionale di Musica Viotti, Concorso Pianistico Internazionale Rina Sala Gallo, Concorso Pianistico Internazionale Ettore Pozzoli, Concorso Internazionale Pianistico A.M.A. Calabria, Concorso Pianistico Internazionale Luciano Gante, London International Piano Competition, Concurso Internacional Compositores de España, International Tchaikovsky Competition for Young Musicians (Sakuyo Kurashiki University), Takamatsu International Piano Competition, Parnassos International Piano Competition.
- Арт-директор крупных музыкальных конкурсов и фестивалей: Concorso Internazionale per Pianoforte e Orchestra Città di Cantù, Concorso Internazionale Valsesia Musica Juniores.

## Педагогическая деятельность
С 1973 года Винченцо Бальцани преподает в Миланской консерватории им. Дж. Верди, является одним из ведущих профессоров по классу фортепиано.
Известные ученики — Джузеппе Андалоро.

## Организаторская деятельность
- Профессор Бальцани является артистическим директором музыкальной ассоциации «PianoFriends», целью которой является открытие молодых талантов, а также пропаганда музыкальной классики.
- В 2009 году маэстро был удостоен премии журнала «Sounore News» за выдающуюся творческую деятельность и весомый вклад в развитие исполнительского искусства Италии.